# Julien-Joseph Virey
Julien-Joseph Virey (Langres, 21 de diciembre de 1775–París, 9 de marzo de 1846) era un naturalista y antropólogo francés.

## Biografía
Julien-Joseph Virey creció en Hortes, un pueblo en el sur de Alto Marne, donde tenía acceso a una biblioteca. Se educó a sí mismo y se convirtió en aprendiz de su tío, un farmacéutico. Llegando a París, atendió la Liga de Ideólogos y Observadores Humanos.
Más tarde estudió medicina y se convirtió en un doctor médico. Después de convertirse en un protegido de Antoine Parmentier (1737-1813),  escribió un trabajo importante rápidamente en el campo de la antropología, en el que promovió la teoría de la poligenia. Virey estuvo interesado en el origen de las razas humanas. Escribió la Historia Natural de Hombre (1801), la cual fue reeditada en 1824. Virey se interesó por estos asuntos durante un tiempo largo. Los científicos del siglo XX Paul Broca y Armand de Quatrefages lo calificaron entre los precursores de un estilo de cuestionamiento antropológico, sin estar de acuerdo con todas sus ideas.
La mayoría del trabajo y las contribuciones personales de Virey se relacionan con la tecnología y ciencia farmacéuticas. Participó en la redacción de los trabajos de Georges-Louis Leclerc, Conde de Buffon (1707-1788 ) con Charles-Nicolas-Sigisbert Sonnini de Manoncourt (1751-1812).
En 1821 publicó un libro titulado Historia de Morales y los Intereses de los Animales, en que, lejos de Étienne Bonnot de Condillac y especialmente en oposición a Descartes,  pasó de hablar del "alma animal" a proponer "inteligencia en los animales". Estudió en bibliotecas y escribió una cantidad de libros y artículos impresionantes.

## Evolución
Virey fue un temprano defensor de la transmutación de las especies quién postulaba como antepasado directo de los humanos a los simios. Virey utilizó el término evolución en 1803. Fue altamente crítico de las ideas de Jean-Baptiste Lamarck como generación espontánea pero apoyó una historia evolutiva de la vida en la tierra. Virey comentó que "es así verosímil que, gracias a tal evolución, la naturaleza ha surgido del molde más tenue al majestuoso cedro, al pino gigantesco, así como ha avanzado desde animales microscópicos hasta el hombre, rey y dominador de todos los  seres." Virey también bosquejó una versión temprana de la teoría de la recapitulación.
Fue un poligenista minimalista, proponiendo dos especies humanas (la "Blanca" y la "Negra"), divididas en seis razas cromáticas. Un grupo consistía en pueblos de piel oscura como los africanos, a los cuales situaba más cercanos a los simios, y el otro de europeos, indios americanos y pueblos de piel clara. En 1819, Virey comentó que "los simios parecerían para ser la raíz del género humano. Del orangután al bosquimano hotentote, pasando por los negros mas inteligentes, y finalmente al hombre blanco, uno pasa de hecho por matices casi imperceptibles."
Virey estuvo influido por Buffon y Cabanis. Fue parte de una de las controversias centrales de la ciencia en 1820-1830, relacionada con el origen y edad del hombre. Georges Cuvier, Jean-Baptiste Bory de Saint-Vincent, Louis Antoine Desmoulins y Virey lucharon todos para determinar el origen y edad del hombre.

## Trabajos
- Histoire naturelle des Médicamens, des Alimens et des Poisons . Rémont, París 1820 edición Digital por la Biblioteca Universitaria y Estatal Düsseldorf
- Histoire naturelle du genre humain, ou, recherches sur ses principaux fondements physiques et moraux, précédées d'un discours sur la nature des êtres organiques (París: Dufart, un 9 [1801])
- Histoire naturelle du genre humain (edición nueva - París: Crochard, 1824)
- "Homme" En Nouveau dictionnaire d'histoire naturelle appliquée aux arts (edición nueva - París: Deterville, 1817)
- Historia natural de la Raza Negra traducida por J.H. Geunebault (Charlestón, Sur Caroline: D.J. Dowling, 1837)